# Славићка
Славићка је насељено мјесто на подручју града Бање Луке, Република Српска, БиХ. Ово насељено мјесто припада мјесној заједници Борковићи.Од Бањалуке је удаљена 20 км

## Становништво
|             | 2013.        | 1991.        | 1981.          | 1971.          |
| Укупно      | 720 (100,0%) | 985 (100,0%) | 1 268 (100,0%) | 1 444 (100,0%) |
| Срби        | 710 (98,61%) | 967 (98,17%) | 1 198 (94,48%) | 1 436 (99,45%) |
| Неизјашњени | 6 (0,833%)   | –            | –              | –              |
| Хрвати      | 4 (0,556%)   | –            | 3 (0,237%)     | 1 (0,069%)     |
| Остали      | –            | 13 (1,320%)  | 37 (2,918%)    | 7 (0,485%)     |
| Југословени | –            | 5 (0,508%)   | 27 (2,129%)    | –              |
| Бошњаци     | –            | –            | 1 (0,079%)1    | –              |
| Македонци   | –            | –            | 1 (0,079%)     | –              |
| Словенци    | –            | –            | 1 (0,079%)     | –              |

1. 1 На пописима од 1971. до 1991. Бошњаци су пописивани углавном као Муслимани.

## Познати Славићани
- Станко Нишић, први доктор војних наука у бањалучком округу. Рођен је у Славићкој 1938. године.Завршио је осмогодишњу школу у Пискавици 1954,потом средњу Војну школу у Бањалуци 1956. и Војну академију 1961. у Београду. Након службе у ЈНА од пет година завршио је Вишу војну академију у Москви 1971. године. Уз рад ванредно је студирао педагогију на филозофском факултету у Скопљу и магистрирао у области индустријске педагогије на Ријеци. Завршио је и Школу националне одбране у Београду и докторирао из области система војног образовања у Центру ВВШ у Београду.Написао јр више књига из области Геополитике, као: Стратегија Срба, Велике силе и Балкан, Глобална сила и безбедност Балкана, Од Југославије до Србије, Хрватска олуја и српске сеобе, Хрватска олуја - документи и др. Осим тога написао је монографију о свом завичају под насловом: Тимар у Босанској Крајини (2009) и друго допуњено издање под насловом: Тимар у Републици Српској (2018)., као и аутобиографску књигу под насловом: Поглед у даљину (2018).[5]